# Viking Skool
Viking Skool, aussi orthographié Vikingskool, est une série télévisée d'animation irlando-française créée par Frederick P. N. Howard et Gisle Normann Melhus, et réalisée par Céline Gobinet. Elle a été produite par Cartoon Saloon en Irlande et Samka Productions en France, avec la participation de Disney Channel, France Télévisions, NRK, Raidió Teilifís Éireann (RTÉ), le Centre national du cinéma et de l'image animée (CNC) et Fís Éireann / Screen Ireland.

## Synopsis
Arni, Erik et Ylva sont trois amis adolescents à l'école des Vikings. Ils doivent apprendre à être de braves guerriers et vivent des aventures en palliant leur manque de force ou d'adresse par leur amitié.

## Fiche technique
Sauf indication contraire, les informations mentionnées dans cette section peuvent être confirmées par les bases de données cinématographiques IMDb et Allociné,  présentes dans la section « Liens externes ».
- Titre original : Viking Skool
- Réalisation : Céline Gobinet
- Nombre de saisons : 1
- Nombre d'épisodes : 26
- Création : Frederick P. N. Howard et Gisle Normann Melhus
- Scénario :
- Décors :
- Montage :
- Musique : Benjamin Nakache et Mathieu Rosenzweig
- Production :
- Sociétés de production : Cartoon Saloon (Irlande) et Samka Productions (France)
- Société de distribution : Disney Channel, France Télévisions, NRK, Raidió Teilifís Éireann (RTÉ), CNC et Fís Éireann / Screen Ireland
- Pays d’origine :  France /  Irlande
- Langue originale : anglais, français
- Genre : Aventure
- Durée : 22 minutes
- Dates de diffusion :
  - France : 6 mai 2022 sur Okoo,  8 mai 2022 sur France 4[1].
  - Irlande et Royaume-Uni : 23 novembre 2022 sur Disney Channel.